# Caucasalia
Caucasalia là một chi thực vật có hoa trong họ Cúc (Asteraceae).

## Loài
Chi Caucasalia gồm các loài: